# رود دبین
رود دبین (روسی: Дебин) یک رود در استان ماگادان کشور روسیه است.